# Shiyuetian (köpinghuvudort i Kina, Hainan Sheng, lat 19,33, long 108,95)
Shiyuetian är en köpinghuvudort i Kina. Den ligger i provinsen Hainan, i den södra delen av landet, omkring 170 kilometer sydväst om provinshuvudstaden Haikou. Antalet invånare är 20 384. Befolkningen består av 9 562 kvinnor och 10 822 män. Barn under 15 år utgör 22,0 %, vuxna 15-64 år 70 %, och äldre över 65 år 7,0 %.
Runt Shiyuetian är det ganska tätbefolkat, med 116 invånare per kvadratkilometer. Närmaste större samhälle är Haitou, 19,6 km norr om Shiyuetian. Omgivningarna runt Shiyuetian är en mosaik av jordbruksmark och naturlig växtlighet.
Genomsnittlig årsnederbörd är 1 630 millimeter. Den regnigaste månaden är juli, med i genomsnitt 279 mm nederbörd, och den torraste är februari, med 13 mm nederbörd.